# Ахмед Али аль-Миргани
Ахмед Али аль-Миргани (араб. أحمد الميرغني‎) — суданский государственный деятель, с 1986 по 1989 год занимал должность президента Судана.

## Биография
Ахмед Али аль-Миргани родился 16 августа 1941 года в Северном Хартуме.
6 мая 1986 был избран президентом Судана.
18 июня 1989 года было объявлено о раскрытии антиправительственного заговора, связанный, по заявлениям властей, с деятельностью египетских спецслужб. Вслед за этим десятки офицеров высшего и среднего состава были арестованы. Совсем скоро, 30 июня, военные во главе с бригадным генералом Омаром аль-Баширом осуществили очередной военный переворот. Высшим государственным органом стал Совет командования революцией национального спасения (СКРНС), состоящий из 15 высших армейских офицеров. Председателем СКРНС, премьер-министром и министром обороны стал Омар аль-Башир, который после переворота был произведён в чин генерал-лейтенанта. Позднее аль-Башир, объясняя причину захвата власти, заявив: «Демократия, которая не может накормить народ, недостойна того, чтобы продолжать своё существование». Придя к власти, генерал аль-Башир распустил правительство, запретил политические партии, ликвидировал свободную прессу.
2 ноября 2008 года Ахмед Али аль-Миргани скончался в египетском городе Александрия.